# Eduard Leonidowitsch Lasarew
Eduard Leonidowitsch Lasarew (russisch Эдуард Леонидович Лазарев, wiss. Transliteration Ėduard Leonidovič Lazarev; * 19. Dezember 1935 in Swerdlowsk, heute Jekaterinburg, Sowjetunion; † 10. Januar 2008 in Moskau, Russland) war ein moldauisch-sowjetischer Komponist russischer Herkunft.

## Leben
Lasarew studierte bis zum Abschluss 1959 Komposition am Moskauer Konservatorium bei Semjon Bogatyrjow. Ab 1960 lebte er in Kischinjow, heute Chișinău. 1970 bis 1972 war er im Kulturministerium der Moldauischen SSR tätig, 1973 bis 1975 beim Ministerrat, ab 1980 wirkte er freiberuflich.
Er schrieb Opern, Ballette, Konzerte und andere Orchesterwerke, Kantaten, weitere Vokalwerke sowie Filmmusik. 1979 wurde am Moskauer Bolschoi-Theater seine Oper Der Ruf der Revolution (Leniniana) aufgeführt, eine Kombination aus Musik und historischen Lenin-Reden. Lasarew modernisierte außerdem 1980 die von Stepan Njaga komponierte Hymne der Moldauischen SSR. In den Jahren 1974 bis 1983 entstand eines seiner Hauptwerke, ein Ballett in acht Teilen nach dem Roman Der Meister und Margarita von Michail Bulgakow.

## Auszeichnungen
- 1964: Verdienter Künstler der Moldauischen SSR
- 1966: 2. Preis beim Allunionsfilmfestival in Kiew[9]
- 1966: Staatspreis der Moldauischen SSR
- 1978: Volkskünstler der Moldauischen SSR

## Werke (Auswahl)
- Повесть о рыжем Мотеле, Kantate nach Iossif Utkin, 1957
- Памяти павших борцов за свободу, Zyklus für Stimme und Klavier nach Iossif Utkin, 1957
- Утёс, Ballett, 1959
- Moldauisches Capriccio für Orchester, 1959
- Konzert für Stimme und Orchester, 1959
- Konzert für Klavier und Orchester, 1959
- Живым от имени мёртвых, Kantate nach Ilja Selwinski, 1961
- Die Wanze (Клоп), Oper nach Wladimir Majakowski, 1963
- Сломанный меч, Ballett nach Motiven von Mihai Eminescu, 1960/65
- Antonius und Cleopatra (Антоний и Клеопатра), Ballett nach William Shakespeare, 1965, rev. 1976
- Арабески, Ballett, 1970
- Der Ruf der Revolution (Революцией призванный), Oper nach Wladimir Majakowski, 1970 (Moskau 1979)
- Дракон, Oper nach Der Drache von Jewgeni Schwarz, 1976
- Кантус für Orgel, 1978
- Идол, Ballett, 1980
- Der Meister und Margarita (Мастер и Маргарита), Ballett nach Michail Bulgakow, 1974–1983 (Kischinjow 1984, Tallinn 1985)[10]
- Sinfonisches Porträt für Bass und Orchester nach  Michail Saltykow-Schtschedrin, 1986
- Klaviertrio Nr. 2 für Violine, Cello und Klavier, 1992

## Filmmusik (Auswahl)
- Путешествие в апрель (1962)
- Helden der Tscheka (Сотрудник ЧК) (1963)
- Последний месяц осени (1965)
- Одесские каникулы (1965)
- Дубравка (1967)
- Рыцарь мечты (1968)
- Обвиняются в убийстве (1969)
- Последний гайдук (1972)
- Дмитрий Кантемир (1973)
- По волчьему следу (1976)
- Когда рядом мужчина (1977)
- Я готов принять вызов (1983)